# Stazione di Kashiwa-Tanaka
La stazione di Kashiwa-Tanaka (柏たなか駅?, Kashiwa-Tanaka-eki) è una stazione ferroviaria situata nella città di Kashiwa della prefettura di Chiba, in Giappone ed è servita dalla linea Tsukuba Express.

## Linee
MIRC
● Tsukuba Express

## Struttura
La stazione, inaugurata nel 2005 è costituita da due binari su viadotto serviti da due marciapiedi laterali con porte di banchina installate a protezione.
| 1 | ● Tsukuba Express | per Moriya e Tsukuba                    |
| 2 | ● Tsukuba Express | per Misato-chūō, Kita-Senju e Akihabara |

## Stazioni adiacenti
| «                                                  | Servizio        | »               |
| Tsukuba Express                                    | Tsukuba Express | Tsukuba Express |
| -------------------------------------------------- | --------------- | --------------- |
| Kashiwanoha-campus                                 | Locale          | Moriya          |
| Il Rapido, R. sezionale e R. pendolari non fermano |                 |                 |